# Kunstverein Region Heinsberg
Der Kunstverein Region Heinsberg ist ein deutscher Kunstverein, der 1985 in Heinsberg gegründet wurde und seitdem jährlich mehrere Ausstellungen zu Gegenwartskunst veranstaltet.

## Geschichte
Der Kunstverein startete seine Ausstellungstätigkeit in einer kleinen Fotogalerie an der Hochstraße in Heinsberg. Im Jahr 1997 zog er in den „Horster Hof“ in Heinsberg-Unterbruch. Dieser seit 1296 urkundlich belegte alte Vierkanthof liegt außerhalb der Stadt im malerischer Niederrheinlandschaft. Die ehemalige Scheune wurde zu Ausstellungsräumen umgebaut und die Toreinfahrt verglast, um genug Licht in die Räume einlassen zu können.
Mehr als 200 Ausstellungen mit zeitgenössischen Künstlern aus den Bereichen Malerei, Fotografie, Skulptur, Installation und Neue Medien wurden realisiert. Seit 1997 bringt der Kunstverein zu jeder Ausstellung (bis zu acht Ausstellungen pro Jahr) eine Edition in kleiner Auflage heraus. Der Kunstverein ist Mitglied in der Arbeitsgemeinschaft Deutscher Kunstvereine und sieht seine Aufgabe in der Ehrenamtlichen Förderung regionaler und überregionaler Gegenwartskunst und in der Förderung noch nicht etablierter Künstler. Der Kunstverein wird als kulturelle Bereicherung im Portal „Freizeit Region Heinsberg“ wie folgt vorgestellt: „Ausstellungen arrivierter Künstler auf den Gebieten der zeitgenössischen Kunst (Fotografie, Malerei, Bildhauerei und Videokunst) locken Liebhaber der modernen Kunst von Nah und Fern. Innovative künstlerische Ansätze von jungen Kunstschaffenden wie auch etablierten Künstlern prägen das Programm des Kunstvereins. Ziel ist es, durch Ausstellungen, Führungen, Vorträge und Exkursionen, zeitgenössische Kunst zu präsentieren und dem Betrachter näher zu bringen.“

## Ausgestellte Künstler (Auswahl)
- Mary Bauermeister
- Herbert Bardenheuer
- Hans Brög
- Tony Cragg
- Felix Droese
- Herbert Falken
- Mark Formanek
- Dirk Gottfriedt
- Wolfgang Hahn
- Peter Nikolaus Heikenwälder
- Johann-Peter Hinz
- Karin Hochstatter
- Andrea Hold-Ferneck
- Birgit Huebner
- Karl-Heinz Jeiter
- Thomas Junghans[5]
- Hermann J. Kassel
- Kirsten Krüger
- Ulrike Kessl
- Michael Kortländer
- Gereon Krebber
- Hans-Martin Küsters
- Adolphe Lechtenberg
- Martin Lersch
- Jupp Linssen
- Julia Lohmann
- Robin Merkisch
- Hartmut Mirbach
- Hermann Josef Mispelbaum[6]
- Peter Nagel
- Martin Noël
- Jürgen Paas[7]
- Zipora Rafaelov
- Michael Reisch
- Thomas Ruff
- Franziska Rutishauser
- René Schoemakers
- Frances Scholz
- Simon Schubert[8]
- Fritz Schwegler
- Emil Sorge
- Cony Theis
- Günther Uecker
- Thomas Virnich,[9]
- Wolfgang Volz
- Clemens Weiss
- Günther Zins